# Andricus quadrilineatus
Andricus quadrilineatus är en stekelart som beskrevs av Hartig 1840. Andricus quadrilineatus ingår i släktet Andricus, och familjen gallsteklar. Arten är reproducerande i Sverige.